# Prelude to the Victoria Embankment

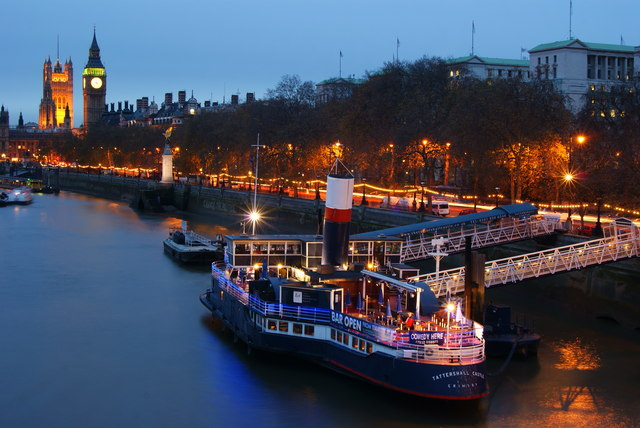
Impressie van Victoria Embankment (november 2000)

Prelude to the Victoria Embankment is een compositie van Vagn Holmboe
Naast een hele ris symfonieën en strijkkwartetten schreef de Deense componist een tiental preludes voor kamerorkest, hier aangeduid als sinfonietta. Alle tien stukken zijn opgedragen aan musicoloog Robert Layton, die in zijn jaren de Scandinavische muziek trachtte te promoten in Engeland. De werken verschenen in een korte periode tussen 1986 en 1991; Holmboe, overleden in 1996, heeft ze overigens niet alle kunnen terugluisteren tijdens uitvoeringen.
Prelude to the Victoria Embankment is de achtste in de reeks. De titel verwijst naar Victoria Embankment. Het werk bestaat net zoals de andere preludes in drie secties in de opzet snel-langzaam-snel. Als sfeertekening is bij de eerste sectie "lucente" (schitterend) meegegeven. In de tweede sectie is er een solo voor de cellist in een "parlando", maar de cellist moet ook letterlijk spreken: Yes, it is midnight over London. De muziek keert vervolgens zich naar het drukke leven in Londen. 
De muziek werd vergeleken met muzikale pointillistische aquarellen, waarbij de invloed van de muziek van Carl Nielsen en Joseph Haydn (volle orkestklank met kleine bezetting) niet ver weg is. Het werk ging in première op 12 september 1992 onder leiding van Flemming Windekilde met hen Athelas Sinfonietta Copenhagen.
Orkestratie
- 1 dwarsfluit, 1 hobo, 1 klarinet, 1 fagot
- 2 hoorns, 1 trompet
- 3 man/vrouw percussie
- 1 eerste viool, 1 tweede viool, 1 altviool, 1 cello, 1 contrabas